# Діржіоняй
Діржіоняй (Diržioniai) — хутір у Литві, Расейняйський район, Бетигальське староство, знаходиться за 8 км від села Бетигала. 2001 року в Діржіоняї проживало 9, 2011-го — 3 людей.
Поруч розташоване село Пожечяй, хутір Тауручяй.

## Принагідно
- Гугл-мапа
- Diržioniai

| Литва | Це незавершена стаття з географії Литви. Ви можете допомогти проєкту, виправивши або дописавши її. |